# San Giorgio (incrociatore)
Il San Giorgio fu un incrociatore corazzato della Regia Marina che partecipò prima alla guerra italo-turca e successivamente, alla prima e alla seconda guerra mondiale e nel ruolo di nave ammiraglia, alla guerra civile spagnola.

## Caratteristiche
La nave fu progettata dall'Ispettore generale del Genio navale Edoardo Masdea come perfezionamento degli incrociatori corazzati classe Pisa, nell'ambito del programma italiano di ampliamento della flotta della Regia Marina.
All'epoca dell'entrata in servizio era un'imbarcazione moderna e potentemente corazzata, con lo scafo in acciaio cementato ad elevata resistenza a quattro ponti: il ponte di coperta, il ponte di batteria, il ponte di corridoio e il ponte paraschegge. La protezione era assicurata da una cintura corazzata da 203 mm, oltre che dal ponte paraschegge e rivestimenti protettivi sui ponti superiori, che presentavano un rivestimento protettivo in grado di fornire una tra le migliori protezioni dell'epoca. L'armamento era costituiro da quattro cannoni da 254/45 mm in due torri binate, otto cannoni da 190/45 Mod. 1908 in quattro torri binate, diciotto cannoni singoli da 76/40 Mod. 1916 R.M., due cannoni singoli da 47/50, due mitragliatrici Colt-Browning M1895 da 6,5 mm e da tre tubi lanciasiluri da 450 mm; le mitragliatrici Colt-Browning M1895 vennero camerate per la cartuccia d'ordinanza 6,5 × 52 mm Mannlicher-Carcano, e convertite per il raffreddamento ad acqua, con l'installazione di uno stretto manicotto d'ottone intorno alla canna.
L'apparato motore era costituito da due motrici alternative verticali a triplice espansione, alimentate da 14 caldaie tipo Blechynden a combustione mista con una potenza di 18.000CV su due assi, che consentivano all'unità una velocità che alle prove risultò di 23 nodi, raggiunta con un dislocamento di 9760 tonnellate e 146 giri alle due eliche.

## Storia
La nave, impostata sugli scali del cantiere navale di Castellammare di Stabia il 4 luglio 1905, e varata nel 1908, venne consegnata il 1º luglio 1910. Dopo il varo, e al termine dell'allestimento, la nave venne attraccata a Pozzuoli al pontile dell’Armstrong, dove i tecnici completarono l'installazione dei nuovi e complessi meccanismi elettrici e di puntamento.
Primo comandante del "San Giorgio", designato fin dal 1 settembre 1908 con la nave ancora in costruzione, fu il capitano di vascello Guglielmo Capomazza di Campolattaro, che come contrammiraglio, dal 24 maggio 1915 al 18 ottobre 1915, avrebbe ricoperto la carica di aiutante di campo di Vittorio Emanuele III presso il Quartier Generale del Re a Villa Linussa di Martignacco e avrebbe terminato la sua carriera nella Regia Marina con il grado di viceammiraglio.
La nave, dopo aver preso parte alle grandi esercitazioni nel Mediterraneo del 1910, durante le quali fu scelta come Nave Bandiera dal Capo di Stato Maggiore della Marina Viceammiraglio Giovanni Bettolo, ricevette la bandiera di combattimento a Genova, città di cui San Giorgio è simbolo pur non essendone il Patrono, il 4 marzo 1911 dalla Duchessa di Genova, moglie di S.A.R. Tommaso di Savoia Duca di Genova. Il motto della nave, "Tutor et ultor", venne poi cambiato in "Protector et vindicator" nel corso del primo conflitto mondiale.

Un'immagine del San Giorgio durante la guerra italo-turca
Il San Giorgio durante la prima guerra mondiale

Poco dopo la consegna alla Regia Marina, il pomeriggio del 12 agosto 1911, dopo una giornata di esercitazioni nel Golfo di Napoli, mentre si apprestava a rientrare in porto a Napoli, andò ad incagliarsi sulla secca della “cavallara” (nelle acque antistanti la Gaiola), subendo ingenti danni e imbarcando 4300 tonnellate d'acqua. L’imprudenza del comandante, Capitano di Vascello Marchese Gaspare Alberga, fu provocata dal capriccio della marchesa Anna Boccardi Doria, ospite del comandante come passeggera, assieme all'avvocato Parascandolo, che voleva ammirare la costa di Posillipo da vicino. La nave rimase in secca oltre un mese, e per essere trainato il San Giorgio dovette essere alleggerito oltre che dall'acqua imbarcata, dalla torre e dai fumaioli prodieri e da numerose piastre della corazzatura.  Il 15 settembre la nave da battaglia pre-dreadnought Sicilia, mediante quattro cavi di rimorchio, riuscì a liberare dalla secca l'incrociatore, che venne portato in un bacino napoletano per le opportune riparazioni. Alla fine di quello stesso mese di settembre l'Italia entrò in guerra contro l'Impero ottomano, per la conquista delle regioni nordafricane della Tripolitania e della Cirenaica, ma il San Giorgio, a causa delle riparazioni necessarie in seguito a questo incidente prese parte solo alle battute finali della conflitto, operando davanti alle coste libiche a protezione delle unità che trasportavano truppe e rifornimenti per l'occupazione della Tripolitania. Nonostante il suo impiego tardivo il comando della Regia Marina si ritenne soddisfatto delle prestazioni dell'incrociatore che venne assegnato alla squadra navale del basso Adriatico.
Analogo incidente a quello del 1911 si verificò nel 1913, quando andò ad incagliarsi su un fondale sabbioso nelle acque antistanti Sant'Agata di Militello preso Messina, riportando questa volta danni minimi.
Nel corso del primo conflitto mondiale, operò contro la Marina Austro-Ungarica principalmente in Adriatico meridionale, impegnato tra Brindisi, Otranto, Valona e nella difesa di Venezia. Durante il conflitto l'azione maggiormente significativa fu, nell'ottobre 1918, un'incursione alle infrastrutture portuali di Durazzo, azione alla quale prese parte, insieme al gemello San Marco e al Pisa, partendo da Brindisi, presentandosi davanti al porto ed annientando una flottiglia di navi alla fonda.
Nel periodo successivo al conflitto svolse numerosi viaggi all'estero tra cui un viaggio in America Latina, nell'estate del 1924, in cui ospitò a bordo il principe ereditario Umberto di Savoia.
Nel 1925-26 venne dislocato nel Mar Rosso, quindi, essendo ormai obsoleto per missioni operative, tra il 1930 e il 1935 venne dislocato a Pola per l'attività addestrativa degli allievi delle scuole CREM.
Dal 1936 in seguito allo scoppio della guerra civile spagnola l'intervento italiano in aiuto dei nazionalisti guidati da Francisco Franco, obbligò il comando italiano ad assegnare alcune navi della Regia Marina al trasporto e la scorta armata di truppe verso la penisola iberica, e nonostante fosse stata adibita a nave scuola, il San Giorgio venne assegnato alla divisione impegnata nella guerra civile spagnola in qualità di nave comando. Tra il 1937 e il 1938 il San Giorgio venne radicalmente rimodernato, nei cantieri navali di La Spezia per essere utilizzato come nave scuola per le crociere estive degli allievi dell'Accademia Navale di Livorno.

### Ricostruzione
Le modifiche riguardarono gli spazi interni destinati ad ospitare gli allievi, le sovrastrutture e l'apparato motore.
Le modifiche alla propulsione videro la rimozione di sei caldaie, con le otto caldaie rimaste modernizzate ed adattate alla combustione a nafta, e vennero eliminati anche i due fumaioli estremi.
L'armamento fu completamente rinnovato ad eccezione dei cannoni da 254 e da 190, mentre furono eliminati i cannoni da 76, i lanciasiluri e tutte le armi minori.
L'armamento leggero venne modificato in otto cannoni antiaerei da 100/47 OTO Mod. 1928 in quattro torri binate, sei cannoni Breda 37/54, dodici mitragliere da 20/65mm e quattro mitragliatrici Breda Mod. 31 da 13,2mm ed al termine dei lavori, entrato ufficialmente nella divisione navi scuola, effettuò svariate missioni d'addestramento e crociere estive nel Mediterraneo.
Successivamente, alla vigilia del conflitto furono installati un'altra torre binata da 100/47 mm e altre dieci mitragliatrici da 13,2 mm antiaeree.

### L'affondamento
Con lo scoppio della seconda guerra mondiale, la maggior parte delle navi scuola finirono per essere assegnate a compiti minori e dal 10 giugno 1940, giorno dell'entrata in guerra dell'Italia nel secondo conflitto mondiale, il "San Giorgio", evitata la radiazione per la sua eccessiva vetustà tecnologica, venne assegnato, con compiti di difesa aeronavale, al Comando Navale della Libia alla base di Tobruch, dove già si trovava sin dal 13 maggio 1940, proveniente da Taranto, da dove era partito l'11 maggio al comando del Capitano di fregata Rosario Viola, ed adibita al ruolo di batteria costiera ed antiaerea galleggiante, vista l'impossibilità di poter operare in mare aperto per la scarsa velocità. 
Posizionato in rada su fondali bassi in uno specchio d'acqua protetto da reti antisiluro, con il ponte ricoperto da sacchetti di sabbia a rinforzo della scarsa protezione orizzontale, il "San Giorgio" svolgeva la doppia funzione di batteria costiera e di terra, e per svolgere tali funzioni, avendo una visibilità limitata venne creata una postazione d'osservazione fissa a terra, chiamata "Torretta San Giorgio", che comunicava via radio con la nave in modo da poter coordinare con più precisione il tiro.
Durante i primi giorni di guerra il "San Giorgio" rispose alle svariate incursioni degli aerei britannici su Tobruk col suo fitto fuoco antiaereo e potrebbe essere stato proprio un cannone antiaereo del San Giorgio ad abbattere accidentalmente il 28 giugno 1940 l'aereo su cui viaggiava il Governatore della Libia e Maresciallo dell'Aria Italo Balbo, un S.M.79, mentre era di ritorno da un volo di ricognizione su Tobruk, causando la morte del governatore, sostituito dal Maresciallo Rodolfo Graziani.
Nel novembre 1940 il comando della nave venne assunto dal capitano di fregata Stefano Pugliese che era stato comandante in seconda dell'incrociatore Garibaldi nella battaglia di Punta Stilo.
Con il crollo della 10ª Armata Italiana in seguito all'offensiva britannica del dicembre 1940, la piazzaforte di Tobruk si trovò investita dall'attacco nemico da terra.
Fatto oggetto di dieci pesanti attacchi con bombe e siluri, ai quali reagì violentemente con tutte le artiglierie di bordo, abbattendo o danneggiando ben quarantasette velivoli nemici, venne colpito solo il 21 gennaio 1941 da tre proiettili che misero fuori uso uno dei cannoni antiaerei da 100 mm. Il comandante Stefano Pugliese chiese a Supermarina l'autorizzazione a lasciare gli ormeggi, affrontare le navi nemiche in mare e successivamente riparare in un porto italiano. L'autorizzazione non fu concessa perché il comando italiano riteneva che il “San Giorgio” in mare aperto sarebbe andato incontro a fine sicura, mentre in rada a Tobruk avrebbe potuto proseguire la sua funzione di batteria costiera costituendo il perno della difesa della città, ed intendeva farlo rimanere sino all'ultimo a contrastare l'8ª Armata britannica, effettuando tiri di sbarramento contro le truppe nemiche in movimento intorno a Tobruk.
Secondo il comandante Pugliese, invece, la nave poteva svolgere solo un ruolo secondario e limitato a difesa di Tobruk in caso di attacco terrestre, essendo stato il “San Giorgio” dislocato nel porto libico essenzialmente per difendere la città da attacchi provenienti dal mare. 
Sempre nella giornata del 21 Gennaio la forze britanniche erano ormai concentrate verso Tobruk, e la nave iniziava ad essere oggetto delle attenzioni dei bombardieri nemici, essendo uno degli ultimi ostacoli per i britannici che cercavano di conquistare la piazzaforte italiana. Il "San Giorgio" continuò il suo tiro di controbatteria nonostante le ormai incessanti incursioni aeree che ad ondate si riversavano sulla nave e a bombardare con i suoi grossi calibri le formazioni di carri nemici che si avvicinavano alla città, provocandone l'arresto dell'avanzata per undici ore. Alle 11:00 una bomba nemica distrusse il cavo delle comunicazioni che arrivava a terra, isolando di fatto il "San Giorgio". Dopo le 14:30 i bombardamenti aerei contro la nave ripresero incessanti ed alle 17:00 una bomba colpì lo scafo, riducendo di molto la capacità difensiva della nave. Il comandante, essendo del tutto isolato, non sapeva in che modo si stesse svolgendo il combattimento terrestre, né se i britannici fossero riusciti a penetrare all'interno della piazzaforte, e solo alle 19:00 arrivò finalmente una missiva da parte del comando della piazzaforte, che annunciava praticamente la sua imminente caduta. 
All'occupazione della base da parte del nemico, Pugliese, rendendosi conto di essere ormai in condizioni disperate, alle 20:30 si recò a terra per incontrare il contrammiraglio Massimiliano Vietina responsabile della piazzaforte e nonostante un primo momento di disaccordo, fu concesso l'abbandono nave e l'autoaffondamento da effettuarsi il giorno successivo. Tornato a bordo Pugliese iniziò a sbarcare i feriti ed il personale non necessario, in attesa di poter predisporre l'autoaffondamento della nave per evitare la sua cattura da parte del nemico, rimanendo a bordo fino all'esplosione finale. L'autoaffondamento avvenne, non senza difficoltà, in quanto la nave non era in possesso di munizionamento adatto a causa della mancanza di bombe-mine, e venne escogitato un piano alternativo, con una miccia collegata a delle bombe nei depositi munizioni dei pezzi da 254 mm; alle 0:30 del 22 gennaio, sbarcati tutti i membri dell'equipaggio, vennero accese le micce; Pugliese fu l'ultimo a scendere dalla nave, ma all'ora (le ore 01:00 del mattino) nella quale era programmata l'esplosione, non accadde nulla e il comandante, tornato così a bordo insieme ad alcuni membri dell'equipaggio e, constatato che le micce si erano spente, diede l'ordine di gettare della benzina nei locali del munizionamento, con l'incendio che avrebbe poi innescato le esplosioni che avrebbero portato all'affondamento della nave. Durante tali operazioni improvvisamente il locale centrale già inondato di benzina saltò in aria e poco dopo furono udite altre poderose esplosioni. Il comandante Pugliese, ferito, fu ricoverato in ospedale e venne catturato il giorno dopo dagli inglesi e rinchiuso nel campo di concentramento di Yol, in India, per essere rimpatriato solo dopo la fine della guerra. Nell'esplosione persero la vita il Capo silurista di prima classe Alessandro Montagna e il Sottotenente C.R.E.M. Giuseppe Buciuni. Il "San Giorgio" e il comandante Pugliese vennero insigniti con la Medaglia d'oro al valor militare e oltre a Pugliese ottennero la massima decorazione alla memoria il Capo silurista di prima classe Alessandro Montagna e il Sottotenente C.R.E.M. Giuseppe Buciuni dei quali non vennero mai ritrovati i corpi. Il Comandante Pugliese inizialmente creduto morto venne promosso Capitano di vascello per meriti di guerra nel dicembre 1942; la bandiera di guerra venne raccolta e riportata in Italia da alcuni membri dell'equipaggio, sei ufficiali e tre marinai, a bordo del peschereccio requisito Risveglio II mentre il resto dell'equipaggio venne fatto prigioniero.
Nel 1942, quando venne ripresa Tobruk, tre cannoni da 100/47 mm, di cui si era dotato dopo essere stato rimodernato, vennero recuperati, inviati in Italia e rimessi in grado di operare.
Nel 1951, Italia e Libia si accordarono per recuperare il relitto ancora in grado di galleggiare e il recupero venne tentato nel 1952; la nave che poggiava su un metro di fondale venne fatta rigalleggiare e messa al traino del rimorchiatore Ursus ma durante il rimorchio verso l'Italia, in mare aperto, i cavi di rimorchio si spezzarono ed il relitto del “San Giorgio”colò a picco a circa 100 miglia da Tobruk. Durante le operazioni di recupero vennero trovati trentanove siluri impigliati nelle reti poste a protezione della nave.

## Galleria d'immagini

Durante la difesa navale e aerea di Tobruk
L'autoaffondamento del San Giorgio
Il San Giorgio in fiamme nella rada di Tobruk
Il relitto del San Giorgio

## Eredità
Il nome San Giorgio è stato portato in seguito da altre due navi della Marina Militare italiana: un cacciatorpediniere, nato come incrociatore leggero della classe Capitani Romani, e una nave da sbarco capoclasse della omonima classe.